# Segoni Special
La Segoni Special è stata una piccola casa motociclistica italiana, attiva dal 1972 al 1979.

## Storia
L'azienda venne fondata a Firenze dal giovane ingegnere Giuliano Segoni, per la costruzione di telai motociclistici sportivi.
La prima realizzazione fu la Segoni-Laverda 750, su meccanica "SFC", dotata di telaio monotrave superiore e forcellone scatolato, che venne approntata in vista della 200 miglia di Imola del 1972 e affidata al pilota Augusto Brettoni.
Per la successiva "200 miglia", viene preparato un telaio monoscocca in lamiera di duralluminio da 3 mm, il primo realizzato in Italia, sempre su meccanica "SFC". I risultati non sono esaltanti e viene deciso il ritorno al monotrave superiore con motore appeso, con il quale la coppia di piloti formata da Giancarlo Daneu e Nico Cereghini partecipano alla "24 ore del Bol d'Or", riuscendo a terminare la gara.

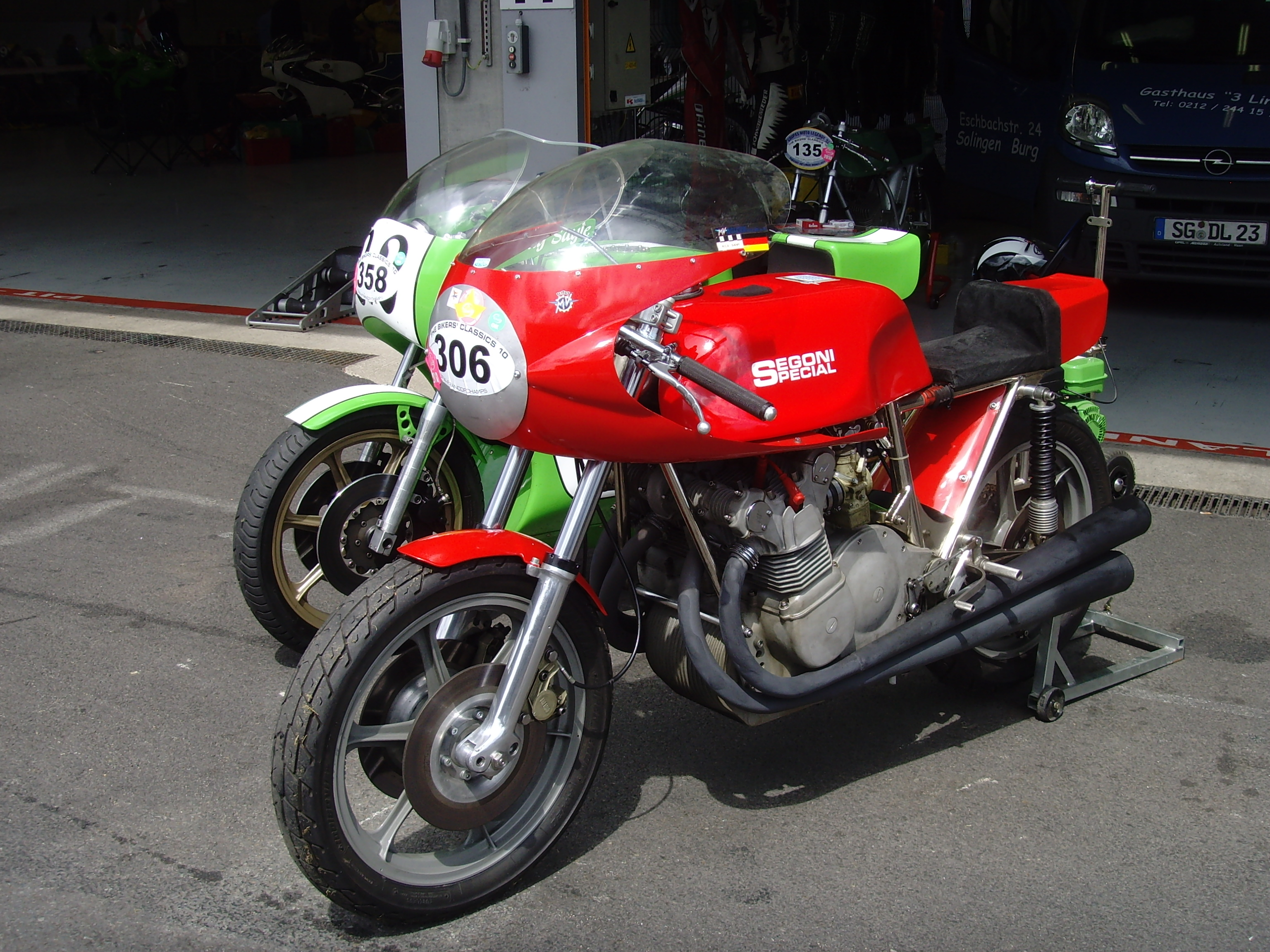
MV Agusta-Segoni Special 750 del 1974

I telai Segoni divengono ben presto molto ricercati, sia dai piloti dell'endurance, sia dall'utenza sportiva, desiderosa di avere una "special" dalla tenuta di strada superiore. Negli anni settanta, infatti, l'esuberanza di alcuni motori pluricilindrici giapponesi, evidenziava i limiti delle modeste ciclistiche di serie sulle quali erano montati, causando instabilità e ondeggiamenti del motociclo alle alte velocità, all'epoca raggiungibili anche sui percorsi autostradali.
Fino al 1978 vengono prodotte dalla Segoni numerose "special", in buona parte su meccanica  Kawasaki, ma anche Honda, Suzuki e Laverda, oltre alla MV Agusta-Segoni Special 750, realizzata nel 1974 in collaborazione con Arturo Magni. A consolidare il successo delle "special" furono anche le particolari linee delle sovrastrutture disegnate dall'architetto Roberto Segoni, fratello del fondatore, destinato a diventare un importante designer nel settore dei trasporti.
Nel 1979 l'azienda chiude i battenti, in seguito alla prematura morte di Giuliano Segoni, avvenuta durante il collaudo di una sua moto.
Nel 2015 il figlio di  Giuliano, Lorenzo, insieme all'amico Tommaso Contri, riapre l'azienda di famiglia e presenta un nuovo modello con motore Kawasaki all'EICMA 2015. Si tratta di una special con motore Kawasaki che ricalca gli schemi tecnici tradizionali della Segoni, riproposti con nuovi materiali e aggiornati all'evoluzione tecnica. Il prototipo presentato all'EICMA ricalca nell'estetica la Segoni Special Z1 900 del 1976.